# Проєкція Ван дер Ґрінтена

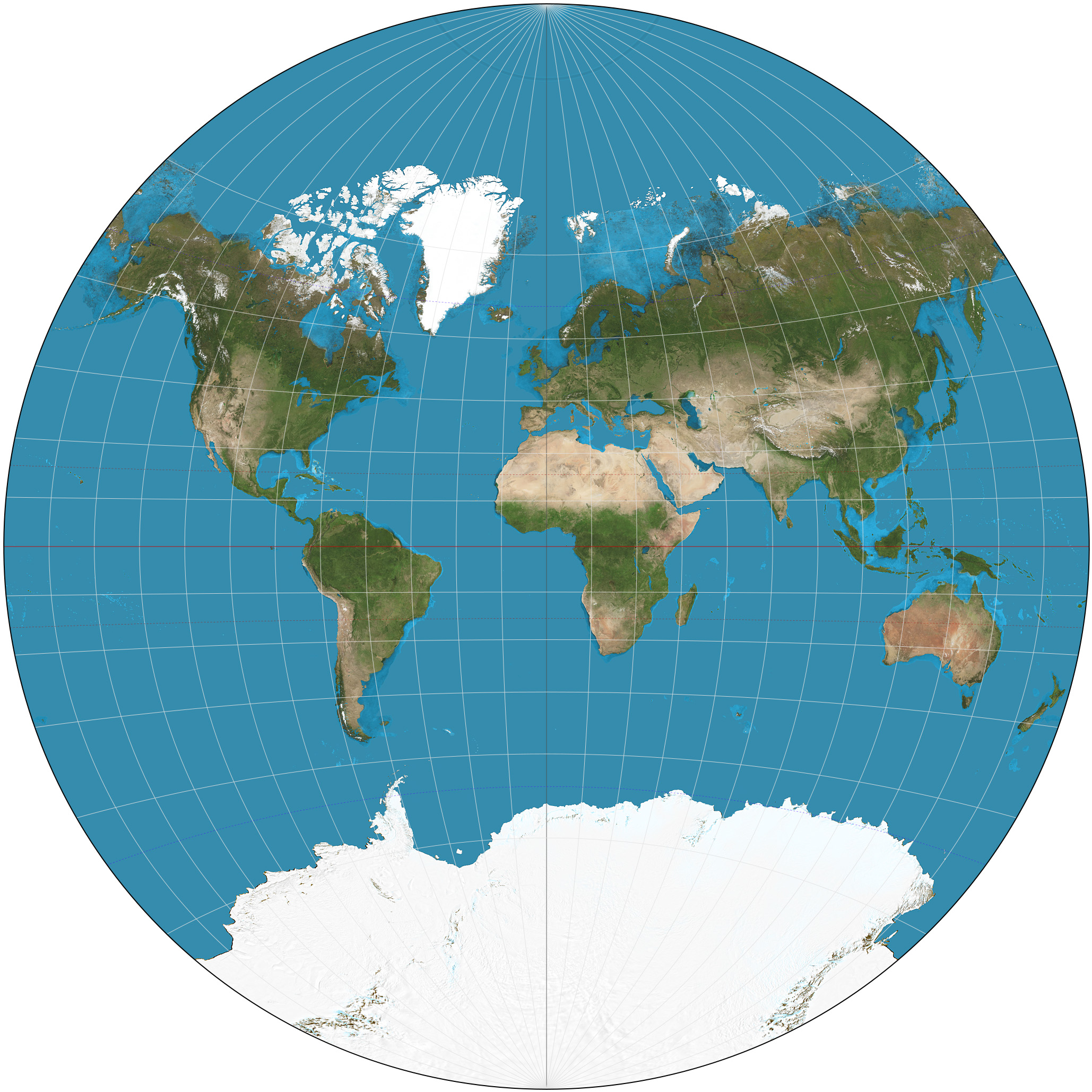
Проєкція Ван дер Ґрінтена для Землі

Проєкція Ван дер Ґрінтена — компромісна картографічна проєкція, що не є ні рівновеликою, ні рівнокутною. Вона проєктує поверхню Землі в коло, максимальні викривлення утворюються біля полюсів. Проєкцію 1904 року запропонував Альфонс ван дер Ґрінтен. Вона стала відомою, коли Національне географічне товариство 1922 року затвердило її як стандартну карту. Це звання карта утримувала до 1988 року.

## Геометрична структура
Проєкція виражається такими формулами:
{\displaystyle x={\frac {\pm \pi \left(A\left(G-P^{2}\right)+{\sqrt {A^{2}\left(G-P^{2}\right)^{2}-\left(P^{2}+A^{2}\right)\left(G^{2}-P^{2}\right)}}\right)}{P^{2}+A^{2}}}\,;}
{\displaystyle y={\frac {\pm \pi \left(PQ-A{\sqrt {\left(A^{2}+1\right)\left(P^{2}+A^{2}\right)-Q^{2}}}\right)}{P^{2}+A^{2}}},}
де {\displaystyle x\,} має той же ж знак, що і {\displaystyle \lambda -\lambda _{0}\,}, а {\displaystyle y\,} — той, що і {\displaystyle \phi \,}
{\displaystyle A={\frac {1}{2}}\left|{\frac {\pi }{\lambda -\lambda _{0}}}-{\frac {\lambda -\lambda _{0}}{\pi }}\right|;}
{\displaystyle G={\frac {\cos \theta }{\sin \theta +\cos \theta -1}};}
{\displaystyle P=G\left({\frac {2}{\sin \theta }}-1\right);}
{\displaystyle \theta =\arcsin \left|{\frac {2\phi }{\pi }}\right|;}
{\displaystyle Q=A^{2}+G\,.}
Якщо {\displaystyle \phi =0\,}, тоді:
{\displaystyle x=\left(\lambda -\lambda _{0}\right)\,;}
{\displaystyle y=0\,.}
Якщо {\displaystyle \lambda =\lambda _{0}\,} або {\displaystyle \phi =\pm \pi /2\,}, тоді:
{\displaystyle x=0\,;}
{\displaystyle y=\pm \pi \tan {\theta /2}.}
У всіх формулах {\displaystyle \phi \,} — широта, {\displaystyle \lambda \,} — довгота, {\displaystyle \lambda _{0}\,} — центральний меридіан проєкції.